# Ficedula
Ficedula – rodzaj ptaków z podrodziny kląskawek (Saxicolinae) w obrębie rodziny muchołówkowatych (Muscicapidae).

## Rozmieszczenie geograficzne
Rodzaj obejmuje gatunki występujące w Eurazji i Afryce.

## Morfologia
Długość ciała 9–14,5 cm; masa ciała 6–22,2 g.

## Systematyka
Rodzaj zdefiniował w 1760 roku francuski zoolog Mathurin Jacques Brisson w publikacji własnego autorstwa poświęconej ornitologii. Gatunkiem typowym jest (linneuszowska tautonimia) muchołówka żałobna (F. hypoleuca).

### Etymologia
- Ficedula: łac. ficedula ‘mały, jedzący figi ptak, który przemieniał się zimą w kapturkę (Sylvia atricapilla)’[7].
- Muscicapula: rodzaj Muscicapa Brisson 1760 (muchołówka); łac. przyrostek zdrabniający -ula[8]. Gatunek typowy (późniejsze oznaczenie)[9]: Muscicapa sapphira Blyth, 1843.
- Nitidula: łac. nitidulus ‘nieco elegancki’, od nitidus ‘błyszczeć’, od nitere ‘lśnić’[10]. Gatunek typowy (oznaczenie monotypowe): Nitidula campbelli Blyth, 1861 (= Nemura hodgsoni F. Moore, 1854).
- Muscicapella: nowołac. muscicapella ‘muchołóweczka’, od rodzaju Muscicapa Brisson 1760 (muchołówka); łac. przyrostek zdrabniający -ella[11].

### Podział systematyczny
Do rodzaju należą następujące gatunki:

- Ficedula zanthopygia (A. Hay, 1845) – muchołówka żółtorzytna
- Ficedula narcissina (Temminck, 1836) – muchołówka złotobrewa
- Ficedula owstoni (Bangs, 1901) – muchołówka żółtawa
- Ficedula elisae (Weigold, 1922) – muchołówka zielonawa
- Ficedula hodgsoni (F. Moore, 1854) – muchołówka aksamitna
- Ficedula erithacus (Jerdon & Blyth, 1861) – muchołówka rdzawobrzucha
- Ficedula mugimaki (Temminck, 1836) – muchołówka syberyjska
- Ficedula strophiata (Hodgson, 1837) – muchołówka tarczowa
- Ficedula sapphira (Blyth, 1843) – muchołówka szafirowa
- Ficedula superciliaris (Jerdon, 1840) – muchołówka granatowa
- Ficedula westermanni (Sharpe, 1888) – muchołówka srokata
- Ficedula tricolor (Hodgson, 1845) – muchołówka trójbarwna
- Ficedula hyperythra (Blyth, 1843) – muchołówka białobrewa
- Ficedula ruficauda (Swainson, 1838) – muchołówka rudosterna
- Ficedula albicilla (Pallas, 1811) – muchołówka rdzawogardła
- Ficedula parva (Bechstein, 1792) – muchołówka mała
- Ficedula subrubra (E. Hartert & F. Steinbacher, 1934) – muchołówka kaszmirska
- Ficedula semitorquata (von Homeyer, 1885) – muchołówka półobrożna
- Ficedula hypoleuca (Pallas, 1764) – muchołówka żałobna
- Ficedula albicollis (Temminck, 1815) – muchołówka białoszyja
- Ficedula speculigera (Bonaparte, 1850) – muchołówka atlasowa
- Ficedula rufigula (Wallace, 1865) – muchołówka białobrzucha
- Ficedula buruensis (E. Hartert, 1899) – muchołówka ciemnogłowa
- Ficedula harterti (Siebers, 1928) – muchołówka brązowa
- Ficedula timorensis (Hellmayr, 1919) – muchołówka obrożna
- Ficedula basilanica (Sharpe, 1877) – muchołówka białopióra
- Ficedula crypta (Vaurie, 1951) – muchołówka płowa
- Ficedula luzoniensis (Ogilvie-Grant, 1894) – muchołówka filipińska
- Ficedula bonthaina (E. Hartert, 1896) – muchołówka rdzawobrewa
- Ficedula nigrorufa (Jerdon, 1839) – muchołówka czarnogłowa
- Ficedula riedeli (Büttikofer, 1886) – muchołówka tanimbarska
- Ficedula dumetoria (Wallace, 1864) – muchołówka białoskrzydła
- Ficedula disposita (Ripley & J.T. Marshall, Jr., 1967) – muchołówka luzońska
- Ficedula platenae (W. Blasius, 1888) – muchołówka palawańska
- Ficedula henrici (E. Hartert, 1899) – muchołówka diademowa